# 杭州日报报业集团
杭州日报报业集团，简称杭报集团，是中华人民共和国的一家报业集团，成立于2001年11月8日，前身为成立于1950年代的杭州日报社。《杭州日报》于1955年11月1日创刊，为继《长江日报》、《沈阳日报》后的第三家中共省会城市市委机关报。现已发展形成“以报刊为核心，新媒体、融媒体、多媒体兼备的“1＋3”现代传播体系；以传媒业为依托，户外广告、文创综合体、商务印刷、物流配送、商贸连锁、艺术品产销等六大重点产业并进的“1＋6”文化创意产业体系。”，同时实施“一体（新闻宣传）、两翼（现代传播体系、文创产业体系）、三驱动（体制改革、技术创新、资本运作）”战略。

## 简介
集团目前拥有《杭州日报》、《都市快报》、《每日商报》、《萧山日报》、《富阳日报》、《城乡导报》、《都市周报》、《城报》、《风景名胜》杂志、《休闲》杂志、《杭州》杂志等10余种报刊，以及杭州网、19楼空间、快房网、萧山网等20余家网站。其中《都市快报》创刊于1999年1月1日，与《钱江晚报》并列为杭州影响力最大的两大报纸。
2008年集团提出的战略目标是：「从报业集团走向现代传媒集团，成为文化产业战略投资者」。2012年实现营业收入25.08亿元，利润1.03亿元，综合实力居全国报业集团前列。集团目前共有5100余名员工，并有5万余平米的二幢智能化办公大楼和5万余方的厂房物业。
2015年1月19日，杭报集团下属的华媒控股股份有限公司（深交所：000607）正式在深圳证券交易所挂牌交易，成为继广州日报报业集团、浙江日报报业集团之后，中国大陆第三家实现传媒经营性资产整体上市的报业集团。
目前集团公司董事长、总经理、党委书记、社长为董悦。

## 子公司
集团主要下属全资或控股公司有：

## 荣誉
- 两次被国家新闻出版总署评为“全国地方报社管理先进单位”
- 连续二次被中共浙江省委命名为“省级文明单位”
- 两次入选“中国数字出版示范企业”
- 进入“杭州市大企业大集团竞争力百强”和“杭州市最大规模服务业百强”双百强榜
- 连续四年入围“全国报业集团总体经济规模综合评价”前10强
- 2009至2012年，连续四年进入国家新闻出版广电总局组织评选的全国报业集团总体经济规模10强[2]
- 在2013年10月香港举办的第八届亚洲品牌盛典大会首次跻身“亚洲品牌500强”，排名第463位，成为唯一入选的报业集团[5]